# Tornio
Tornio (en sueco: Torneå) es un municipio de Finlandia en Laponia, en la frontera internacional con Suecia. Su población era de 22.331 habitantes en (2006) y su superficie de 1227,09 km², de los cuales 43,85 km² son agua. La densidad de población es de 18,8 habitantes por km². Limita con el municipio sueco de Haparanda (Haaparanta, en finés). Es un municipio unilingüe (finés).

## Historia
El delta del río Tornio ha estado habitado desde el fin de la última glaciación y se conocen unos 16 asentamientos de población en el área. La teoría de que esta región estuvo deshabitada y no fue colonizada hasta la época de los vikingos está hoy día descartada.
Hasta el siglo XIX la zona estaba habitada por lapones que hablaban su propia lengua el Kemi Sami. 
Tornio recibe su nombre del río epónimo.

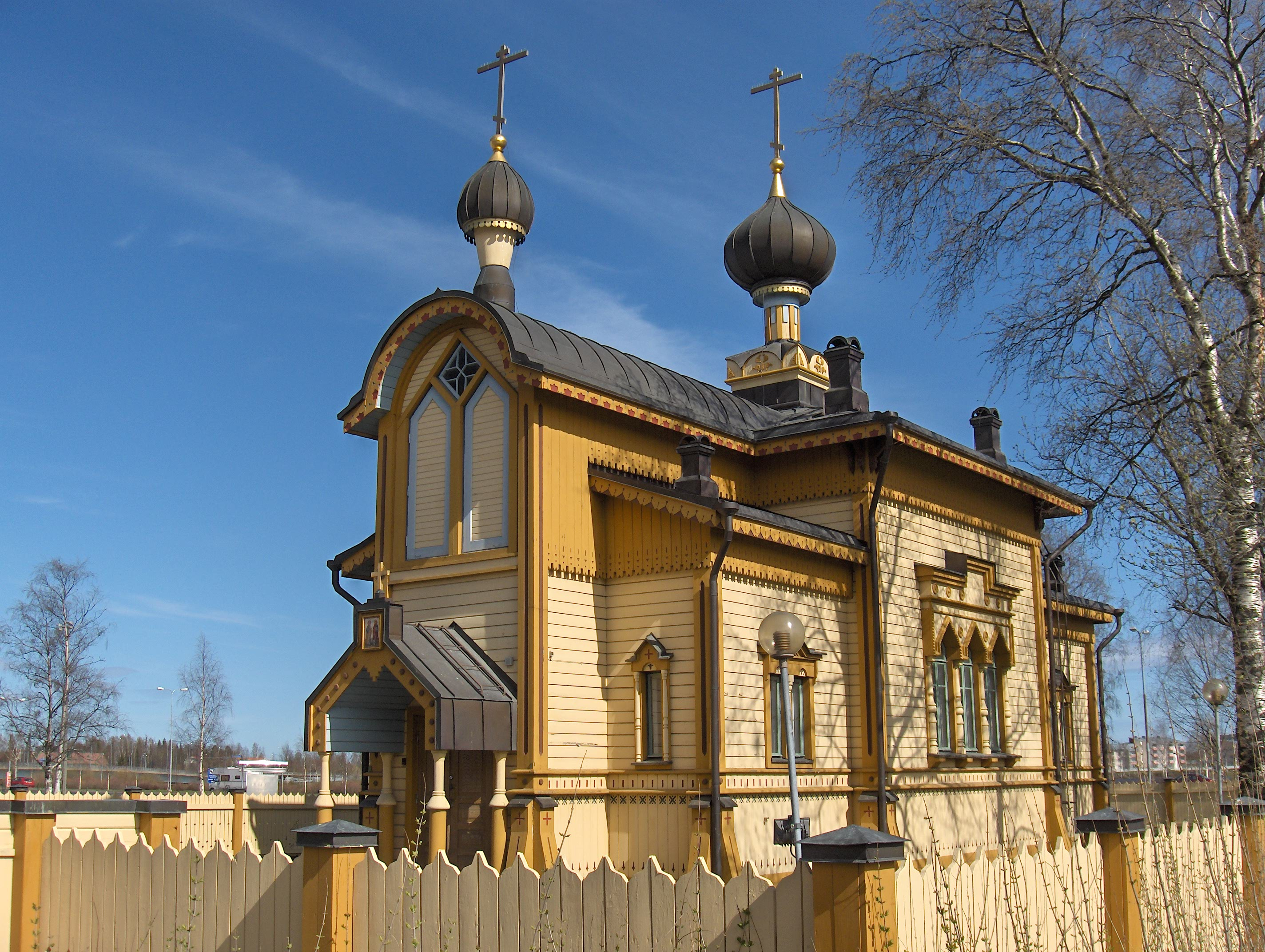
Iglesia Ortodoxa, Tornio.

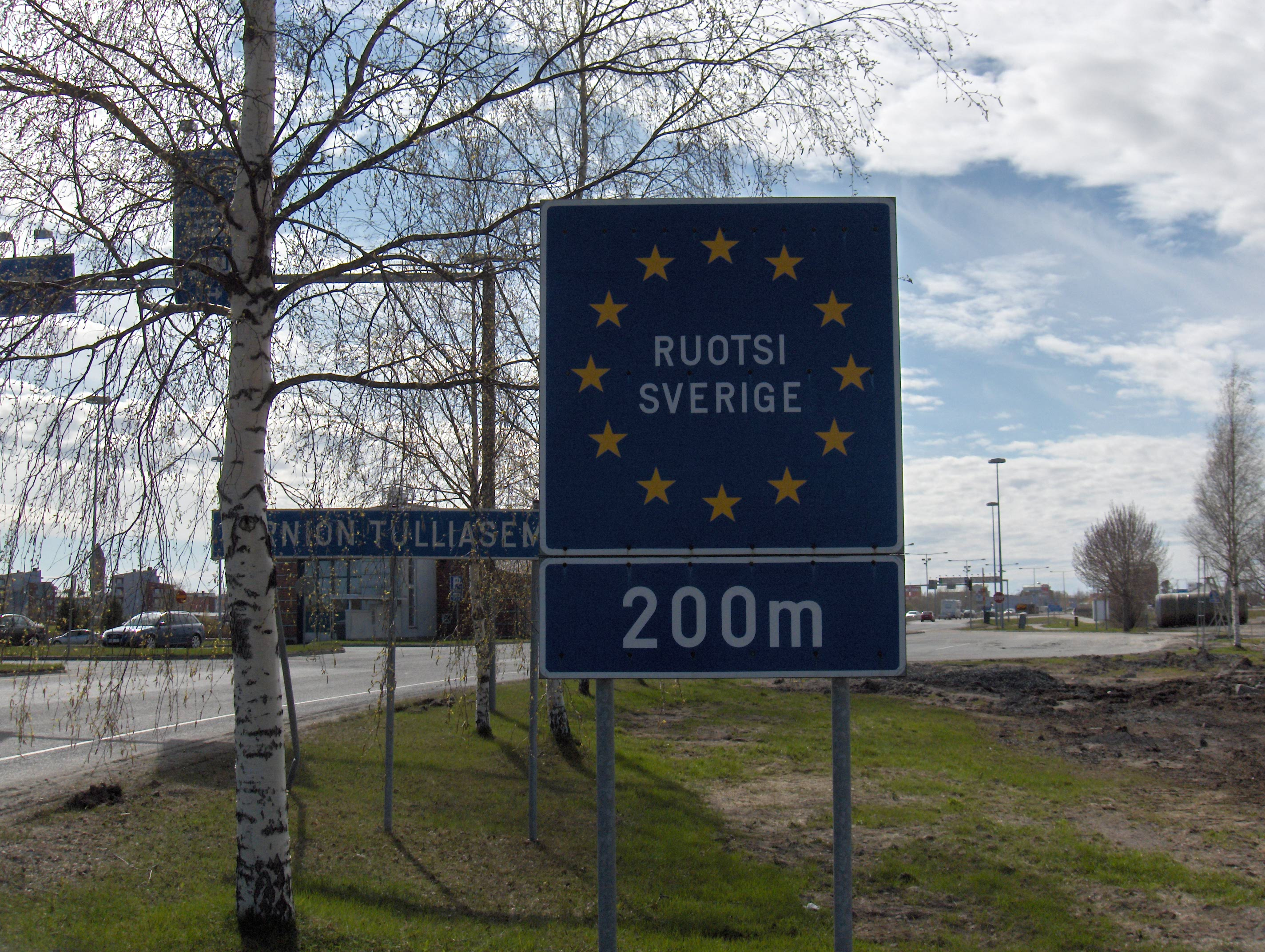
Señal bilingüe cerca de la aduana con Suecia.

Torneå obtuvo su carta municipal del rey de Suecia en 1621 y fue fundada oficialmente en la isla de Suensaari (isla del lobo en finés). La carta fue en reconocimiento por haber sido el centro del comercio con Laponia durante el siglo XVI. Durante varios años fue la mayor ciudad comercial del norte y durante algún tiempo la ciudad más rica del reino de Suecia. A pesar del activo comercio marítimo y con Laponia, el número de habitantes se mantuvo estable durante siglos superando ligeramente las 500 personas.
Durante el siglo XVIII Tornio fue visitada por varias expediciones de Europa Central que exploraban el Ártico. La más famosa (1736-1737) fue la de Pierre Louis Moreau de Maupertuis, miembro de la Academia Francesa que realizó medidas a lo largo del río Tornio para probar que la Tierra se achataba hacia los polos.
El comercio con Laponia del que dependía la prosperidad de Tornio empezó a declinar hacia el siglo XVIII y su puerto se trasladó hacia el sur en dos ocasiones debido al elevamiento de tierras producido por la era posglacial, que hizo al río no suficientemente profundo para la navegación. Sin embargo, el mayor golpe a la prosperidad de la ciudad se debió a la guerra entre Suecia y Rusia en 1808, que supuso la conquista y anexión de Finlandia a Rusia. La frontera se trazó a través del canal más profundo de los ríos  Muonio y Tornio, dividiendo Laponia en dos partes y dificultando el comercio. La ciudad de Tornio quedó del lado ruso por especial insistencia del zar. Los suecos crearon la población de Haaparanta (actualmente Haparanda) en su lado de la frontera para compensar la pérdida de Tornio.
Durante el periodo de anexión a Rusia Tornio fue una simple guarnición militar. El comercio no se revitalizó hasta la guerra de Crimea y la Primera Guerra Mundial, cuando la ciudad se convirtió en una importante localidad aduanera para mercancías y personas. Durante la Primera Guerra Mundial por Tornio y Haparanda pasaba la única línea de ferrocarril que unía Rusia con sus aliados occidentales.
Tras la independencia de  Finlandia en 1917 Tornio perdió su guarnición y sufrió una nueva época de decadencia pese al crecimiento sostenido de su población. La ciudad no desempeñó un papel importante en la guerra civil finlandesa pero fue el escenario de duros combates callejeros al inicio de la Guerra de Laponia entre ¨Finlandia y la Alemania nazi. La rápida liberación de la ciudad por las tropas finlandesas en la batalla de Tornio evitó posiblemente que fuera incendiada como otras ciudades de Laponia, gracias a lo cual puede todavía admirarse su bella iglesia de madera construida en 1686.
Después de la Segunda Guerra Mundial se crearon nuevos lugares de trabajo gracias al éxito de la cervecera local Lapin Kulta y de la fábrica de acero inoxidable Outokumpu. El turismo ha supuesto también una fuente de ingresos. La ciudad cuenta con un centro educativo para Laponia occidental y con la Universidad de Ciencias aplicadas de Kemi-Tornio.
Tornio y Haparanda tienen una historia común como ciudades gemelas y tienen previsto fusionarse con el nombre de EuroCity. Se está construyendo un nuevo centro urbano en la frontera y se comparten ya varios servicios municipales. Las ciudades comparten también un campo de golf situado a lo largo de la línea fronteriza. El nuevo centro de Ikea en Haparanda está rotulado en finés y en sueco y los precios se señalan en las monedas de los dos países.

## Ciudades hermanadas
Los vínculos culturales y económicos más fuertes de Tornio son los que mantiene con la localidad vecina de: 
- Haparanda, Suecia

Tornio mantiene también vínculos con:
- Devizes, Inglaterra
- Hammerfest, Noruega
- Ikast, Dinamarca
- Kirovsk, Rusia
- Szekszard, Hungría
- Vetlanda, Suecia